# スピットファイア 前奏曲とフーガ
『スピットファイア 前奏曲とフーガ』（英語：Spitfire Prelude and Fugue）は、イギリスの作曲家ウィリアム・ウォルトンが1942年に作曲した管弦楽曲である。同年に作曲された映画『スピットファイアー』（原題：The First of the Few、米題：Spitfire）の音楽より抜粋・編曲された。

## 作曲の経緯

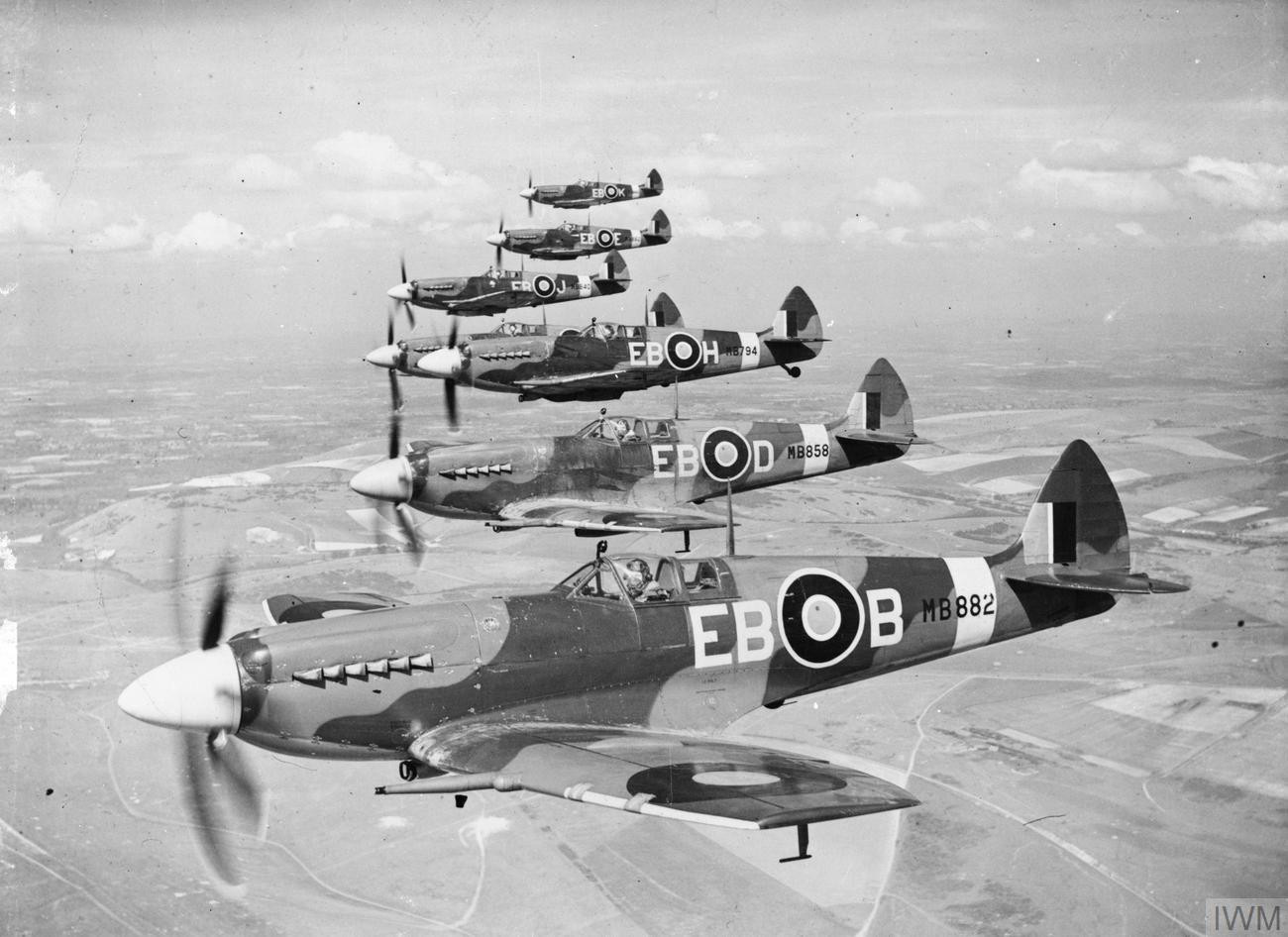
戦闘機スピットファイア（1944年撮影）

1942年にウォルトンが音楽を担当した4つの映画が封切られた。これらの映画音楽により、一般の観客は作曲者が誰があずかり知らぬまま彼の音楽を聴いていたにせよ、ウォルトンは英国楽壇と英国映画音楽界での地位を確固たるものにした。特に『スピットファイア』の音楽は大変高い評価を得たことから、その年の終わりには作曲者により演奏会用の編曲が施され、翌年作曲者自身の指揮により初演・録音が行われた。
映画の編集を監修したシドニー・コールは、ウォルトンの作曲の様子を次のように語っている。「映画の編集作業はようやく終わりを迎えたが、ウォルトンは作曲の最中であった。ウォルトンのために行われる映画の試写に、（主演の）レスリー・ハワードは何らかの理由で出席できないということだったので、彼は私に音楽に関する希望をとても念入りに語った。そして試写の鑑賞を終えると、私はウォルトンに歩み寄り、レスリーの言伝を出来る限り正確に伝えた。彼は注意深く耳を傾け、『ああ、なるほど。彼のお望みは、たくさんの音符なのだね。』と言い残して去り、『フーガ』を書き上げたのである」。
ウォルトンは1968年にも類似の題材による映画『空軍大戦略』の音楽を依頼されている（一部の楽曲を残して降板し、ロン・グッドウィンに交代している）。

## 構成
「前奏曲」は、映画のオープニング・クレジットに使用されたもので、エルガー風の愛国的な気分に溢れた行進曲となっている。「フーガ」は航空機工場の慌ただしい作業の場面に付随し、戦闘機スピットファイアを象徴するかのごとく上昇する主題を持つ。中間部の哀愁を帯びたヴァイオリン・ソロは、レスリー・ハワード演ずるスピットファイアの設計者R.J.ミッチェルが仕事を終え夜更けに帰宅する場面を描いており、彼に疲労と病による死が迫っていることを暗示する。その後フーガが前奏曲と組み合わさってクライマックスを築き、スピットファイアの完成を象徴する。

## 楽器編成・演奏時間
フルート2（第2奏者はピッコロ持ち替え）、オーボエ1もしくは2、クラリネット2、ファゴット1もしくは2、ホルン4、トランペット2、トロンボーン3、チューバ、ティンパニ、スネアドラム、シンバル、鐘、ハープ、弦五部。
スコアの注によると「任意の第2オーボエ・第2ファゴットは、作曲者の公認を得てヴィレム・タウスキーにより追加されたものである。」
演奏時間は約8分。

## 初演
1943年1月2日、リヴァプールのフィルハーモニー・ホールにおいて、ブリティッシュ・カウンシルの後援によるオール・ウォルトン・プログラムのコンサート中の一曲として、作曲者指揮リヴァプール・フィルハーモニー管弦楽団により初演が行われた。

## 評価
- 1942年、『ニュー・ステーツマン・アンド・ネイション（英語版）』誌は映画スコアについて「ウォルトンの音楽は特別の推薦に値する。彼の書いた、スピットファイア組み立てのシークエンスのための『フーガ』は、映画の最も印象的な場面を劇的に盛り立てている」と評した。
- 1947年、映画史家ジョン・ハントリーは「『前奏曲』は良質なオーケストレーションの愛国的名作であり、簡潔な構成による理想的な映画音楽だ」と述べた。
- 『ウィリアム・ウォルトン 炎のミューズ』（William Walton: Muse of Fire）の著者スティーヴン・ロイドは、「前奏曲」を「ウォルトンの最高のマーチの一つ」と位置づけている。

## 録音
ウォルトン指揮による録音が2種残されており、1943年のハレ管弦楽団とのものと、1963年のフィルハーモニア管弦楽団とのものがある。作曲者以外では、チャールズ・グローヴズ、ネヴィル・マリナー、ポール・ダニエルなどの指揮者により録音がなされているほか、吹奏楽編曲による録音も多く存在する。映画に使用された演奏は1942年ミューア・マシーソン指揮ロンドン交響楽団（未クレジット）による。また、英国国外の演奏者による最古の録音として、レオポルド・ストコフスキー指揮ニューヨーク・フィルハーモニックによる1949年のカーネギー・ホールでのコンサートの録音が残っている。

## 楽譜
32ページの自筆総譜がイェール大学バイネキ稀覯本図書館に現存する。スタディスコアは1961年オックスフォード大学出版局により出版された。

## 編曲
- デニス・モレル編曲によるオルガン独奏版（1966年、短縮版）
- ロドニー・B・バシュフォード編曲によるミリタリーバンド版（1966年、前奏曲のみ）
- J・L・ウォレス編曲によるミリタリーバンド版（1970年、フーガのみ）
- エルガー・ハワース編曲によるブラスアンサンブル版（1977年）
- エリック・クリース編曲によるブラスバンド版
- H・B・ヒングリー編曲によるミリタリーバンド版